# Jesogammarus (Jesogammarus) mikadoi
Jesogammarus (Jesogammarus) mikadoi is een vlokreeftensoort uit de familie van de Anisogammaridae. De wetenschappelijke naam van de soort is voor het eerst geldig gepubliceerd in 2003 door Tomikawa, Morino & Mawatari.